# Uraspis secunda
Uraspis secunda és una espècie de peix de la família dels caràngids i de l'ordre dels perciformes.

## Morfologia
Els mascles poden assolir els 50 cm de longitud total.

## Distribució geogràfica
Es troba a l'oest de l'Índic (Tanzània), a l'est del Pacífic central (des de Califòrnia fins a Costa Rica. També a Hawaii), a l'Atlàntic occidental (des de Massachusetts i el nord del Golf de Mèxic fins al Brasil) i a l'Atlàntic oriental (des de Mauritània fins a Angola i Algoa Bay -Sud-àfrica-).